# Bánokszentgyörgy
Bánokszentgyörgy [bánoksentďérď] je obec v Maďarsku v župě Zala, spadající pod okres Letenye. Nachází se asi 17 km severovýchodně od Letenye a asi 34 km jihozápadně od Zalaegerszegu. Žije zde 548 obyvatel. Dle údajů z roku 2011 tvoří 91,46 % obyvatelstva Maďaři a 7,4 % Romové.

## Sousední obce
| Růžice kompasu | Szentpéterfölde Várfölde | Pusztaederics    | Pusztamagyaród Szentliszló | Růžice kompasu |
| Růžice kompasu | Lasztonya                | Sever            | Bucsuta Oltárc             | Růžice kompasu |
| Růžice kompasu | Lasztonya                | Bánokszentgyörgy | Bucsuta Oltárc             | Růžice kompasu |
| Růžice kompasu | Lasztonya                | Jih              | Bucsuta Oltárc             | Růžice kompasu |
| Růžice kompasu | Bázakerettye             | Borsfa           | Valkonya                   | Růžice kompasu |